# لي ديبا (صحيفة)
لي ديبا (بالفرنسية: Les Débats)‏ وتعني «المناقشات», و هي صحيفة يومية جزائرية تصدر باللغة الفرنسية.

## وصلات خارجية
- الموقع الرسمي لـجريدة لي ديبا